# Gösta Andersson (längdåkare)
Gösta Andersson, född 18 januari 1918 i Umeå landsförsamling, död 24 november 1979 i Holmsund, var en svensk längdskidåkare från Obbola i nuvarande Umeå kommun.
Andersson vann Vasaloppet 1944 med en sekunds marginal före Nils "Mora-Nisse" Karlsson.
Han blev även svensk stafettmästare 1944 med IFK Umeå.